# Barbopsis devecchii
Barbopsis devecchii е вид лъчеперка от семейство Шаранови (Cyprinidae).

## Разпространение
Видът е разпространен в Сомалия.

## Описание
На дължина достигат до 10,3 cm.